# Общий продукт
Общий продукт (TP — total product) — термин, используемый в микроэкономике для анализа издержек и доходов фирмы. По сути равен общему объёму выпускаемого продукта предприятием.
Из общего продукта выводятся ещё две важных характеристики предприятия — средний продукт (AP) и предельный продукт (MP). Средний продукт характеризует производительность факторов производства, предельный продукт — производительность последней дополнительной единицы фактора.

## Связь общего и среднего продукта

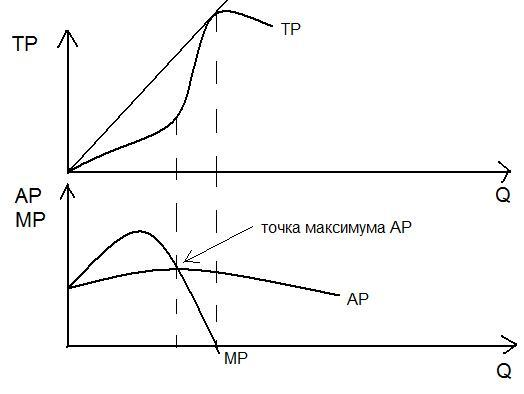
Связь общего, среднего и предельного продуктов

TP=AP*(количество фактора производства)
Например, общий продукт труда = средний продукт труда * количество занятых на производстве рабочих
AP в данной точке представляет собой тангенс угла наклона луча, выходящего из начала координат и проходящего через эту точку на кривой TP.

## Связь общего и предельного продукта
Предельный продукт равен производной функции общего продукта в данной точке
MP=TP'
MP в данной точке представляет собой тангенс угла наклона касательной к кривой ТР в этой точке.
Для количества, соответствующего точке перегиба кривой ТР, значение МР будет максимальным.

## Следствия
Если луч из начала координат и касательная в данной точке совпадают, то при этом количестве AP=MP
Если МР=const, то МР=АР и функция ТР линейна.
Если МР — степенная функция, то функция ТР имеет степень на 1 больше.